# Лю Бочэн
Лю Бочэ́н (кит. трад. 劉伯承, упр. 刘伯承, пиньинь Liú Bóchéng, 4 декабря 1892 — 7 октября 1986) — китайский военный деятель, маршал Китайской Народной Республики.

## Биография
Родился 4 декабря 1892 года в уезде Кайсянь провинции Сычуань. В 1912 году поступил в Военную академию в Чунцине. В 1914 году вступил в Революционную партию Китая, позже переименованную в Гоминьдан. В 1916 году в атаке на Фэнду потерял правый глаз. Служил в Народно-революционной армии, участвовал в Северном походе. В 1926 году вступил в КПК.
В августе 1927 года вместе с Чжу Дэ, Чжоу Энлаем и Хэ Луном участвовал в Наньчанском восстании. В 1928—1930 учился в СССР в Военной академии им. Фрунзе. Возвратившись в 1930 году в Китай руководил военными операциями китайской красной армии. Участвовал в Великом походе.
Во время Японо-китайской войны командовал 129-й дивизией 8-й армии.
Во время Гражданской войны командовал одной из армий коммунистов, в ходе которой в июне 1947 года вместе с Дэн Сяопином во главе 120-тысячной армии захватил стратегически важный район гор Даби.
В январе 1951 года был назначен начальником Военной академии НОАК. В 1955 году произведён в маршалы. Был членом Политбюро Центрального комитета КПК с 1956 г. В январе 1966 года стал заместителем председателя Центрального военного комитета КНР. Избирался заместителем председателя Постоянного комитета ВСНП 2-го, 3-го, 4-го и 5-го созывов.
В 1982 году из-за возраста и по состоянию здоровья покинул все занимаемые посты. Умер 7 октября 1986 года в Пекине в возрасте 93 лет.

## Семья
В 1936 году Лю женился на Ван Жунхуа, которая родилась в провинции Аньхой в бедной крестьянской семье. Вместе они прожили 50 лет. У них родилось 6 детей.